# 多拉貝爾 (加利福尼亞州)
多拉貝爾（英語：Dora Belle）是位於美國加利福尼亞州弗雷斯諾縣的一個非建制地區。該地的面積和人口皆未知。

## 地理
多拉貝爾的座標為37°06′46″N 119°19′15″W / 37.11278°N 119.32083°W，而該地的平均海拔高度為1707米（即5600英尺）。